# Юлдашев, Бахтиёр
Бахтиёр Юлдашев (7 апреля 1970) — советский и киргизский футболист, вратарь. Выступал за сборную Кыргызстана.

## Биография
В начале 1990-х годов выступал за «Томь», сыграл 3 матча во второй низшей лиге СССР и одну игру в первой лиге России.
В 1993 году вернулся в Среднюю Азию. Играл за клубы высшей лиги Узбекистана — «Темирйулчи» и «Согдиана» и высшей лиги Кыргызстана — «Алай», «Семетей-Динамо», «Жаштык-Ак-Алтын». В составе «Семетей-Динамо» участвовал в матчах Лиги чемпионов Азии. В составе «Жаштыка» в 2003 году стал чемпионом Кыргызстана, однако отыграл тот сезон не полностью.
В июне 1997 года сыграл два матча за сборную Кыргызстана в отборочном турнире ЧМ-1998 против сборной Мальдив и не пропускал в них голов (3:0 и 6:0).